# Guerras fronterizas soviético-japonesas
Las guerras fronterizas soviético-japonesas fueron una serie de conflictos fronterizos entre los territorios continentales del Imperio colonial japonés, incluido el estado títere de Manchukuo, contra la Unión Soviética y la República Popular de Mongolia ocurridos en la región de Manchuria entre 1932 y 1939.
Antes de la ocupación japonesa de Manchuria, la Unión Soviética ya había tenido conflictos en los límites de Manchuria por disputa de intereses con la República de China. Después de la creación de Manchukuo, Japón volvió la vista hacia la zona soviética de Siberia con la que compartía frontera. Los intereses militares nipones en estos territorios soviéticos provocaron inevitablemente que ambas potencias chocaran frecuentemente en varios conflictos fronterizos.
Esta guerra no declarada terminó con la decisiva victoria soviética en la batalla de Jaljin Gol, que constituyó la primera y más grave derrota militar japonesa desde el comienzo de su expansionismo por Asia. Con esta derrota Japón abandonó la idea de enfrentarse en solitario con la Unión Soviética sin apoyo alemán.

## Antecedentes
La rivalidad soviético-japonesa tiene su raíz más clara en la guerra ruso-japonesa de 1904-1905, que resultó en una aplastante victoria nipona y el comienzo de su hegemonía como potencia en la zona. La consecuencia indirecta es que Rusia reconoció los "intereses económicos, políticos y militares" japoneses sobre Corea. Poco tiempo después Corea fue obligada a convertirse en un protectorado y en 1910 definitivamente fue anexionada como territorio japonés. Después de la Revolución Rusa de 1917, Japón y otros países intervinieron en Siberia para frenar la expansión de los bolcheviques por el Extremo Oriente ruso. A pesar de la retirada del Reino Unido o los EE. UU.  en 1920, los japoneses permanecieron en la zona durante algún tiempo más hasta que se retiraron en 1922. Los EE. UU. y otros países ya vieron en esta tentativa una muestra del expansionismo japonés en la zona, por lo que en parte presionaron para que se efectuara la retirada japonesa. Los soviéticos reafirmaron su control de la zona, quedando con este antecedente que marcó las relaciones entre la nueva URSS y el Imperio japonés.
En 1929 tuvo lugar un pequeño conflicto entre tropas chinas y soviéticas por la administración del Ferrocarril transmanchuriano, aunque la superioridad soviética puso fin a las disputas y restableció el statu quo entre ambos.
El Incidente de Mukden de 1931 sirvió de excusa a los militaristas japoneses para llevar a cabo la invasión de Manchuria, que se completaría al año siguiente y daría lugar a la fundación del estado títere nipón de Manchukuo. Desde la formación del nuevo estado, la expansión de Japón por el norte de China marcó su política hacia el país. El Incidente del Puente de Marco Polo en 1937 volvió a elevar la tensión en la zona hasta desembocar en una guerra abierta entre Japón y China. La Unión Soviética observó con preocupación todos estos acontecimientos y firmó un Pacto de no agresión con los chinos, además de suministrar ayuda militar y económica. Los japoneses continuaron avanzando hacia la China septentrional, ocupando importantes ciudades como Pekín, Shanghái y Nankín.

## Desarrollo

### Los primeros incidentes

Mapa de Manchukuo y las fronteras que fueron motivo de numerosos conflictos.

El Ejército Imperial Japonés registró al menos 152 incidentes menores en la frontera de Manchuria en el periodo que va de 1932 a 1934. El número de incidentes aumentó a más de 150 por año en 1935 y 1936, y tras esta fecha la escala de incidentes continuó creciendo.
En enero de 1935 se produjo el primer enfrentamiento serio con el Incidente de Halhamiao (哈爾哈廟事件 , Haruhabyō jiken?), que ocurrió en la frontera entre Mongolia y Manchukuo. Varios escuadrones de caballería mongola mantuvieron choques con una unidad de patrulla del Ejército de Manchukuo al Templo budista de Halhamiao. Las tropas de Manchukuo tuvieron varias bajas, incluyendo un asesor militar japonés. Entre diciembre de 1935 y marzo de 1936 tuvieron lugar el Incidente de Orahodoga (オラホドガ事件 Orahodoga jiken?) y el Incidente de Tauran (タウラン事件 , Tauran jiken?). Durante estos encuentros tanto los japoneses como los mongoles usaron un pequeño número de vehículos blindados y aviones. En este estado de cosas, en 1936 la URSS y Mongolia firmaron un Tratado de asistencia mutua que obligaba a cada parte a acudir en ayuda de la otra en caso de que fuese agredida.
En junio de 1937 ocurrió un nuevo conflicto, el Incidente de la isla de Kanchatzu (乾岔子島事件) que tuvo lugar en el río Amur, en la frontera Soviético-manchuriana. Tres cañoneros soviéticos cruzaron la línea central del río y ocuparon la isla. La artillería de la 1.ª División japonesa, unidad encargada de vigilar la frontera en esta sección, hundió a uno de cañoneros soviéticos y dañó a otro. El Ministerio de Asuntos Exteriores japonés protestó por esta acción y los soldados soviéticos abandonaron la isla.
La Unión Soviética, temiendo los planes japoneses de expansión sobre su territorio, había ido reforzando su posición en la región desde comienzos 1934: Se construyó la segunda vía del Ferrocarril transiberiano hasta la frontera china en el otoño de ese año. A finales de 1935 las fuerzas de la región tenían autonomía para combatir 6 meses sin refuerzos de Europa y a finales de 1937 el ferrocarril del Amur también recibió su segunda vía hasta Jabárovsk. En 1938 se enviaron 105.800 hombres más para reforzar las unidades del Lejano Oriente soviético y se terminaron 120 fortificaciones. En 1939 el número de tanques se había duplicado respecto a 1934 y el número de vehículos blindados se había multiplicado por ocho. Sin embargo, el terror de las purgas, que se había extendido a finales de los años treinta por Siberia, había debilitado estas defensas y reforzado la posición japonesa, cada vez más amenazante.

### Batalla del Lago Jasán
La Batalla del Lago Jasán, también conocida como el Incidente de Changkufeng (en chino y japonés: 張鼓峰事件) se originó con el intento de las tropas niponas de ocupar una zona mal delimitada en la Convención de Pekín (1860) entre el Imperio ruso y la Dinastía Qing. La negativa soviética a las pretensiones niponas significó que el 29 del mismo mes los japoneses llevaran a cabo un primer ataque que fue repelido, aunque el 31 de julio las tropas del Ejército Rojo debieron iniciar la retirada. La 19.ª División del Ejército Imperial Japonés, entre varias que estaban destacadas en la frontera con la URSS, atacó y sometió a dos divisiones de infantería soviética. Uno de los comandantes de las fuerzas japonesas realizó un asalto nocturno sobre las posiciones soviéticas establecidas en una colina, con un método especial de asalto sobre posiciones fortificadas. 
Bajo el mando del comandante en jefe del Frente del Lejano Oriente el mariscal Vasili Blücher, en el teatro de operaciones fueron desplegadas fuerzas adicionales que trabaron combate entre el 2 y el 9 de agosto, expulsando a los japoneses del territorio disputado. El 10 de agosto de 1938 el agregado militar nipón en Moscú solicitó el cese de las hostilidades para el día 11 de agosto. A pesar de la victoria soviética, sus pérdidas fueron considerables y se puso en duda la capacidad de Blücher durante la batalla. El 22 de octubre la policía soviética lo detuvo bajo la acusación de haber espiado para los japoneses. Una vez en prisión fue torturado y finalmente murió en circunstancias no aclaradas.

### Batalla de Jaljin Gol

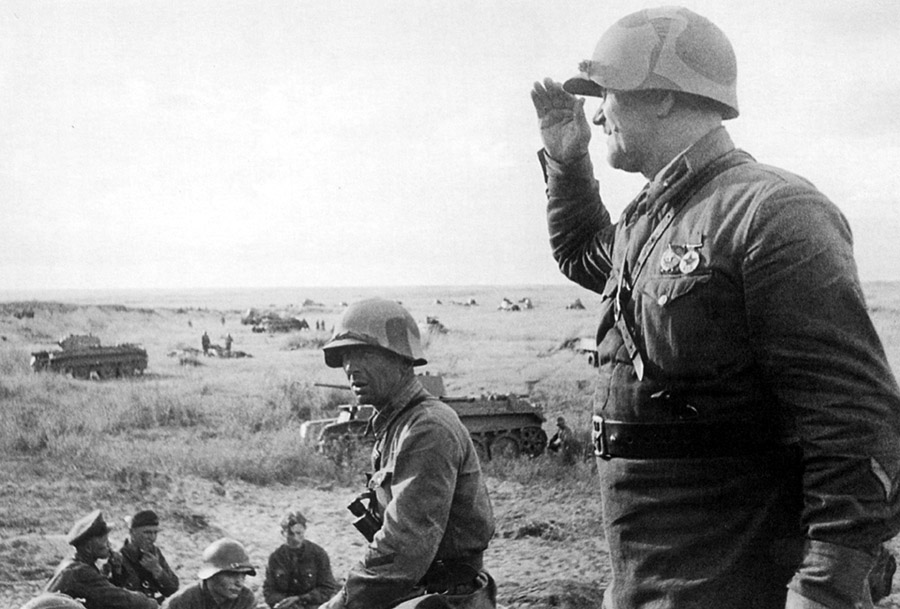
Tropas soviéticas antes de la ofensiva en el Jaljin Gol.

Un nuevo incidente comenzó el 11 de mayo de 1939, cuando unidades de caballería de Mongolia, conformadas por 70 o 90 hombres, entraron al terreno en disputa con sus caballos, en búsqueda de forraje. Se encontraron en el interior del territorio con fuerzas de caballería de Manchukuo que los expulsaron de la zona. Dos días después ingresaron nuevamente tropas mongolas y no pudieron ser expulsadas, dando comienzo una escalada bélica. El gobierno de Tokio, que desde el principio había deseado que los enfrentamientos en Nomonhan no se convirtiesen en una guerra con la URSS como había sucedido con China por el Incidente del Puente de Marco Polo, trató de controlar las acciones del Ejército de Kwantung. El propio emperador dio instrucciones para que se evitase la extensión de los combates y el embajador en Moscú recibió instrucciones el 17 de julio para buscar la oportunidad de comenzar negociaciones para un armisticio y la delimitación de la frontera lo más pronto posible. El Ejército de Kwantung, sin embargo, se opuso al comienzo de las negociaciones sin antes lograr una posición militar ventajosa, logrando retrasarlas.
A mediados de agosto el comandante soviético, Gueorgui Zhúkov, conocía el plan japonés para atacar sus posiciones el 24 de agosto y decidió adelantarse a la ofensiva japonesa. El día 20 cruzó el río Jalja precedido de un gran bombardeo de artillería y aviación con el fin de enfrentarse con la élite de las fuerzas japonesas, con tres divisiones de infantería, artillería pesada, cinco brigadas de carros de combate y los mejores aviones de la Fuerza Aérea Soviética (VVS). Dos divisiones niponas completas fueron rodeadas, mientras que las demás eran dispersadas. El 27 de agosto los japoneses intentaron romper el sitio, pero fracasaron. Cuando se negaron a rendirse, Zhúkov ordenó arrasar a las tropas con la artillería y la fuerza aérea. Esto significó la total destrucción de las fuerzas niponas. El 23 de agosto se había firmado el Pacto Ribbentrop-Mólotov, considerado una traición por los japoneses, y que dejó a los soviéticos libres para concentrar sus tropas en el frente siberiano. Después de la batalla, el Ejército Rojo atacó a las tropas japonesas restantes, obligándolas a retirarse a Manchukuo. Los registros japoneses informan de 8.440 muertos, 8.766 heridos, 162 aviones perdidos en combate y 42 tanques perdidos (de los cuales 29 fueron posteriormente reparados y redesplegados). Aproximadamente 3.000 soldados manchúes y japoneses fueron hechos prisioneros durante las batallas. Debido a una doctrina militar que prohibía la rendición, los japoneses enumeraron a la mayoría de estos hombres como muertos en acción, en beneficio de sus familias. Los soviéticos inicialmente reclamaron 9.284 bajas totales. Después del colapso soviético, las pérdidas soviéticas se calculan como 9,703 muertos y desaparecidos (6,472 muertos y muertos por heridas durante la evacuación, 1,152 muertos por heridas en hospitales, 8 muertos por enfermedades, 2,028 desaparecidos, 43 muertos no combatientes), 15,251 heridos y entre 701 y 2225 enfermos más, con un total de entre 25,655 y 27,179 bajas.

## Consecuencias

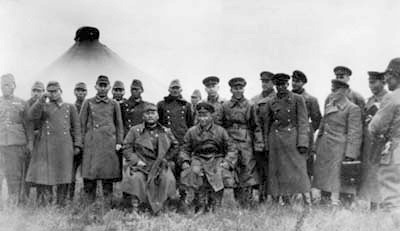
Oficiales soviéticos y japoneses tras el armisticio que finalizó los combates en Jaljin Gol.

Como resultado de la derrota japonesa en Jaljin Gol, estos firmaron el 13 de abril de 1941 un Pacto de Neutralidad con la Unión Soviética similar al Pacto Germano-soviético de No Agresión de 1939. En la parte fundamental del mismo, se establecía la neutralidad de las partes en caso de guerra entre una de ellas con otro país, por el plazo de cinco años. En el mismo tratado se establecía la integridad territorial de Mongolia y Manchukuo, comprometiéndose cada país a respetar ambas. El Ejército de Kwantung recibió un duro golpe a su prestigio y Japón abandonó la idea de enfrentarse en solitario con la Unión Soviética sin apoyo aleḿán.
Después de comenzada la Segunda Guerra Mundial, en 1941, Japón consideró la ruptura del pacto cuando la Alemania nazi invadió a la Unión Soviética (Operación Barbarroja), pero finalmente tomaron la crucial decisión de cancelar todos los planes contra la URSS y centrarse en el avance por el Sudeste de Asia. Algunos autores han argumentado que esta decisión estaba enormemente influencia por el resultado de Jaljin Gol, habiendo causado que no se uniera en el ataque a la Unión Soviética a pesar de formar parte del Pacto Tripartito. El 5 de abril de 1945 los soviéticos denunciaron unilateralmente el Pacto de Neutralidad, notificando que no lo renovarían cuando este expirase el 13 de abril de 1946. Cuatro meses después los soviéticos invadían Manchuria, solo una hora después de que el gobierno soviético hubiera declarado la guerra al Japón, y sobre la base de lo que se había acordado durante la Conferencia de Potsdam entre las Potencias aliadas.